# Van Eyck (cràter)

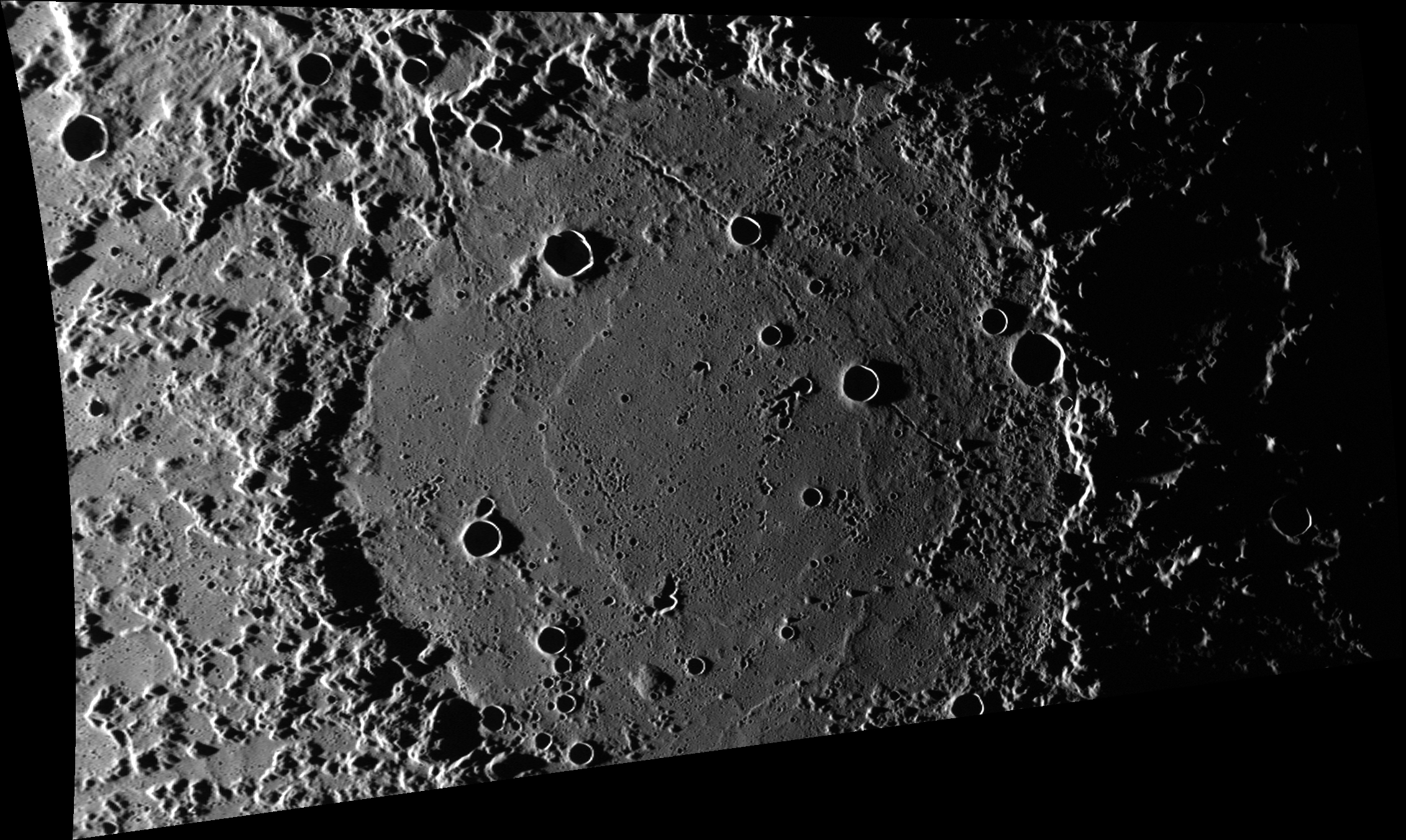
Cràter Van Eyck.

Van Eyck és un cràter d'impacte en el planeta Mercuri de 271 km de diàmetre. Porta el nom del pintor flamenc Jan van Eyck (c. 1395-1441), i el seu nom va ser aprovat per la Unió Astronòmica Internacional el 1979.